# Попови ливади (хижа)
 За седловината със същото име вижте Попови ливади.  
„Попови ливади“ е хижа в Среден Пирин, разположена в местността Попови ливади (Папаз чаир) на височина от 1412 метра.
Построена е през 1964 година и се стопанисва от Туристическо дружество „Момини двори“, град Гоце Делчев. Хижата разполага с 50 легла. Тя е електрифицирана и водоснабдена. Асфалтов път с дължина 16 км я свързва с град Гоце Делчев и със село Катунци.